# Tomàs Camacho Molina
Tomàs Camacho Molina (Ponferrada, 1960) es escritor y profesor. Vio la primera luz en Ponferrada, en la comarca del El Bierzo, el 3 de octubre de 1960. Pasó su infancia y adolescencia en Manlleu. Se licenció en Geografía e Historia y cursó estudios de magisterio, especialización en lengua inglesa. Impartió clases de lengua y literatura castellana en el Instituto Sòl-del-Riu de Alcanar (Tarragona), población donde reside desde 1992, hasta su jubilación en octubre de 2020.

## Reseña biográfica
Es uno de los grandes dinamizadores culturales y literarios de las Tierras del Ebro. Es miembro de la Junta Coordinadora del Movimiento de Renovación Pedagógica de las Tierras del Ebro, del Comité organizador de la 2.ª Jornada de Coordinación Primaria; del Comité organizador del Congreso de Historia de Alcanar; del colectivo poético Mediona 15 de Tarragona ; del Consejo Editorial de “Los Cuadernos de la Perra Gorda” y del Grupo teatral Crisol de Alcanar, entre otros. Es el responsable e impulsor de la Muestra de poesía de Alcanar,  que publica año tras año una destacada antología poética de los participantes.
Como poeta, ha recibido los premios: EPA “LIBERTAD” de Vinaròs (1993), Premio de Poesía “Agrupación de Jóvenes de las Casas de Mar” (2993). 2.º Premio Internacional de Poesía “Gabriel Celaya”  de Torredonjimeno (Jaén) (1996), 2.º concurso Taula del Sènia de poesía (2008) ; 2.º Premio de Poesía “Sant Jordi ” de Santa Bàrbara.
El noviembre de 2015 su obra se incluyó en la Ruta Literaria de autores contemporáneos de Manlleu. En octubre de 2019 recibió el premio Mèrit a les lletres Ebrenques del Ayuntamiento de Amposta. El 2020 se publica Tomàs Camacho Molina. Lo mestre-poeta canareu una obra en la que se glosa su figura y obra.

## Obra[9]

### Libros
- Poema para inundar de agua un pasadizo de fantasmas. Torredonjimeno : Ayuntamiento de Torredonjimeno, 1995
- Tons i temps. Vich: Emboscall, 1999
- Els Reguers (amb Adrià Grau Forés). Tortosa: Cinctorres club, 1999
- Ikebanes d’aire. Barcelona: Clau d’Euterpe, 2000
- Rotacions. Tarragona : Cuadernos de la Perra Gorda, 2001
- Angels a terra. Cambrils: Trujal, 2001
- Nuc 2000. Una mostra d’art postal a Alcanar. Alcanar : Ajuntament d’Alcanar, 2002
- K & O: poemes kaoistes. Navarrés, 2003
- El pez en la chistera. Tierras del Ebro: Editorial Petròpolis, 2022